# Вандово
Вандово — деревня в Рузском районе Московской области, входящая в состав сельского поселения Старорузское.. До 2006 года Вандово входило в состав Комлевского сельского округа.
Деревня расположена в западной части района, примерно в 8 км к юго-западу от Рузы, у впадения в Пальну левого притока — речки Литонка, высота центра деревни над уровнем моря 175 м. Ближайшие населённые пункты — Новинки в 1 км южнее, Клементьево в 400 м на запад и Константиново в 200 м на север.